# Klub im. M.I. Czigorina
Klub im. M.I. Czigorina – rosyjski klub szachowy z siedzibą w Petersburgu.

## Historia
Klub został założony w 1933 roku jako Leningradzki Klub Szachowy (ros. Ленинградский шахматный клуб), w 1958 roku przyjął patronat Michaiła Czigorina. Dwa lata wcześniej klub organizował mistrzostwa ZSRR, a później był organizatorem m.in. meczów Leningrad–Moskwa i ZSRR–Jugosławia. W 1986 roku klub współorganizował mistrzostwa świata mężczyzn. 
W 2009 roku zespół zainaugurował rozgrywki w Priemjer-Lidze, zajmując wówczas ósme miejsce. W sezonach 2011–2012 i 2014 klub zajmował szóste miejsce w lidze. Po 2014 roku klub nie uczestniczył w rozgrywkach pierwszej ligi rosyjskiej.
Klub uczestniczył również w kobiecych rozgrywkach, rywalizując w mistrzostwach Rosji oraz Pucharze Europy. W europejskich rozgrywkach zespół zadebiutował w 2004 roku, zajmując wówczas siódme miejsce. Identyczny wynik zespół osiągnął w sezonach 2012 i 2016.

## SzSOR
W 1993 roku przy klubie Czigorina powstała szkoła szachowa SSzOR (ros. СШОР по шахматам и шашкам), która rozpoczęła działalność rok później, a w 1997 roku otrzymała status szkoły rezerwy olimpijskiej. Pod szyldem szkoły wystawiano drużynę w Priemjer-Lidze mężczyzn i kobiet. W 2018 roku drużyna kobieca zajęła trzecie miejsce w mistrzostwach Rosji, a rok później zdobyła wicemistrzostwo. Ponadto w 2018 roku klub zadebiutował w Pucharze Europy kobiet. W fazie grupowej rosyjski zespół wygrał z Caissa Italia Banca Alpi Marittime, Odlarem Yurdu, zremisował z Caissa Italia Pentole Agnelli, ŽŠK Maribor oraz przegrał z CE Monte-Carlo, a w fazie finałowej przegrał z Noną Batumi i Jugrą, zajmując w turnieju czwarte miejsce. W sezonie 2019 klub zajął siódme miejsce w Pucharze Europy, odnosząc zwycięstwa nad MNE Women Chess, Herzliya Chess Club i Rishon LeZion Chess Club, remisując z Gambitem Skopje oraz Noną Batumi, a także przegrywając z Kyiv Chess Federation i ŽŠK Maribor. W 2025 roku pierwsza drużyna SSzOR zdobyła mistrzostwo Rosji kobiet, a druga – wicemistrzostwo.

## Zawodnicy
Zawodnikami klubu byli m.in.:

- Kiriłł Aleksiejenko[1]
- Paweł Anisimow[18]
- Dina Bielenkaja[19]
- Anastasija Bodnaruk[20]
- Igor Bondarewski[1]
- Michaił Botwinnik[1]
- Ildar Chajrullin[18]
- Władimir Fiedosiejew[21]
- Siemion Furman[1]
- Siergiej Jonow[22]
- Wiktor Korcznoj[1]
- Jewgienij Lewin[23]
- Daniił Linczewski[23]
- Marat Makarow[23]
- Maksim Matłakow[18]
- Gülnar Məmmədova[24]
- Tatjana Mołczanowa[25]
- Jewgienija Owod[26]
- Walerij Popow[18]
- Jewgienij Romanow[18]
- Iwan Rozum[27]
- Ludmiła Rudenko[1]
- Boris Spasski[1]
- Aleksandr Szimanow[18]
- Mark Tajmanow[1]
- Aleksandr Tołusz[1]